# 백성문
백성문(白盛紋, 1973년 7월 25일 ~ )은 대한민국의 변호사이자 방송인이다.

## 주요 이력
그는 2007년 제49회 사법시험 합격자 출신이다.

## 주요 경력
- 2010년 법무법인 청목 변호사.
- 2011년 ~ 2014년 2월 법무법인 준경 변호사.
- 2012년 8월 ~ 2016년 8월 숭실대학교 법학과 겸임교수.
- 2013년 2월 ~ 한국방송작가협회 고문변호사.
- 2013년 1월 ~ 2017년 12월 비앤아이 법률사무소 변호사.
- 2016년 8월 ~ 2018년 8월 한양대학교 법학전문대학원 겸임교수.
- 2018년 11월 ~ 2019년 2월 법무법인 정향 변호사.
- 2019년 2월 ~ 현재 법무법인 아리율 대표변호사.

## 출연작

### TV 프로그램
- 《법률방송 서초동 사람들》 (2012년 ~ 2013년)
- 《TV로펌 법대법》 (TV조선, 2013년)
- 《사건반장》 (JTBC, 2014년)
- 《채널A 뉴스특급》 (채널A, 2014년)
- 《사건파일 24》 (TV조선, 2017년)
- 《사사건건》 (KBS1, 2018년)

### 라디오 프로그램
- 《백성문의 오천만의 변호인》 (EBS FM, 2018년)